# 苓北観光汽船
苓北観光汽船（れいほくかんこうきせん）は、熊本県苓北町に本社を置く日本の海運会社。苓北町富岡と長崎市茂木の間で旅客船を運航している。本項では同社の運航する航路の概略についても記述する。

## 概要
長崎市・茂木港と天草を連絡する航路は、九州商船発足時から長らく同社によって運航されていた。旅客船時代には本渡を経て、三角、島原までの航路もあったが、陸上交通の整備、特に天草架橋もあって年々縮小され、1965年（昭和40年）に茂木 - 富岡にフェリーが就航した時点では、既に富岡 - 天草・三角方面の航路とは分離されており、富岡以東についてはその後廃止された。
1982年（昭和57年）には、予備船として残っていた九州商船最後の在来貨客船「鯨波丸」がこの航路で最終航海を行い、同社の完全フェリー化が達成され、同年8月1日には、長崎天草フェリー株式会社として分社化された。
この体制も長くは続かず、1987年（昭和62年）に長崎天草フェリーは航路を廃止し撤退、代わって安田産業汽船による運航となる。当時、安田産業汽船は長崎 - 串木野航路の超高速船「にっしょう」等、積極的な航路拡大を進めており、茂木 - 富岡航路でもフェリーに加えて高速旅客船を運航するなど意欲的な動きが見られたが、2000年代に入ると燃油費高騰もあって採算は厳しく、フェリーの運航を2004年（平成16年）10月1日に休止、旅客船のみの運航となった。その後、自治体からの支援によって、2006年（平成18年）4月1日から旅客船に代わってフェリーの運航を再開した。新たに導入されたフェリーは苓北町が購入し、「公設民営」の形で運営されたが、やはり採算は厳しく、安田産業汽船は2011年（平成23年）10月1日に撤退、フェリーも海外売船された。
その後、通院等で一定の需要があることから、苓北観光汽船株式会社が設立され、新たに高速旅客船によって航路の運航を行っている。

## 航路
- 富岡港（熊本県苓北町） - 茂木港（長崎県長崎市）

所要時間45分。1日4往復。
長崎大学病院に通う天草西海岸住民にとっては重要な航路。

## 船舶

### 運航中の船舶

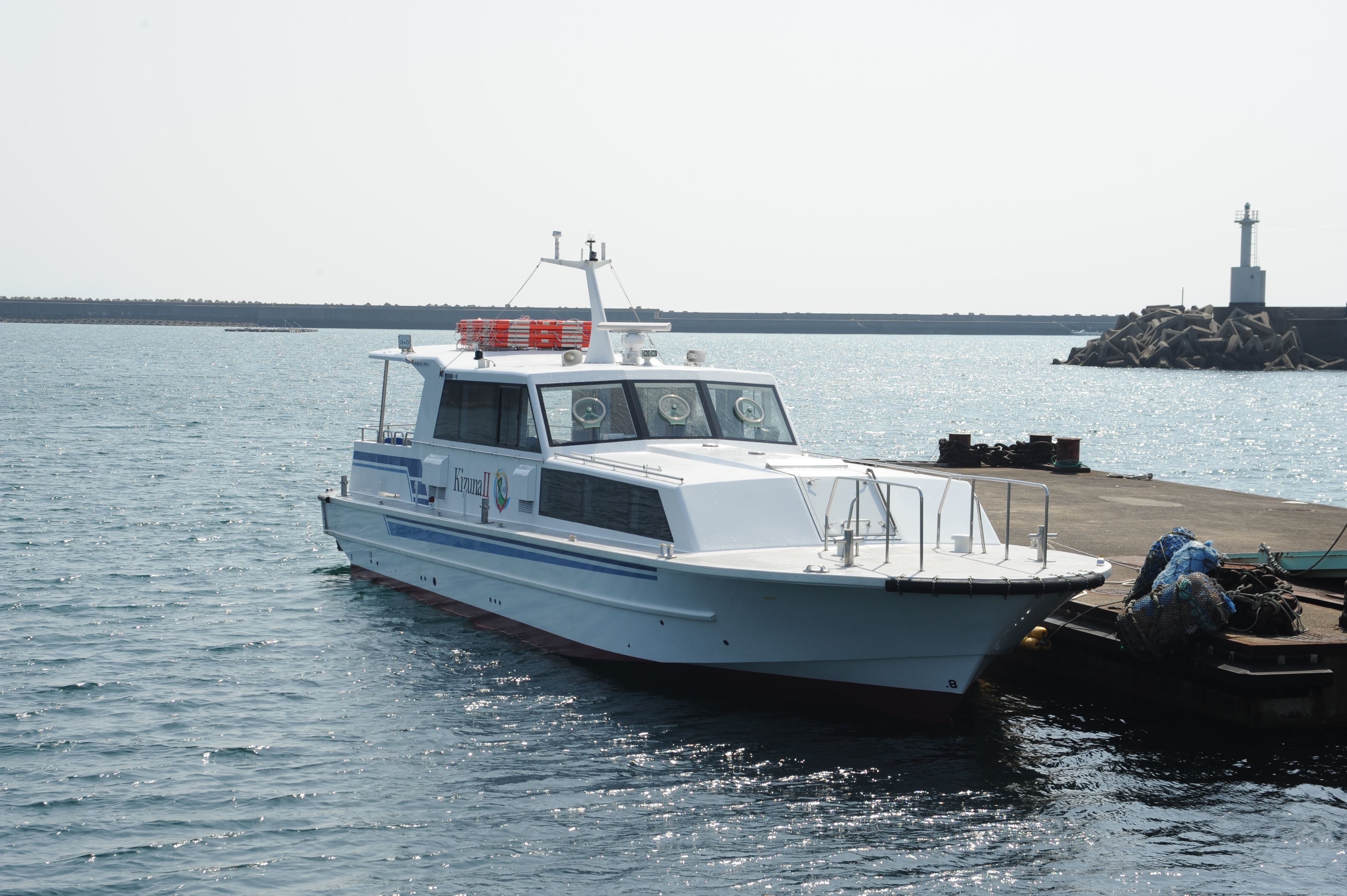
KizunaII（富岡港）

いずれも小型船舶の高速旅客船である。
- Kizuna II
- Kizuna III

### 過去の船舶

#### 九州商船
- 鯨波丸[6]

1968年4月竣工、田熊造船建造、貨客船、船舶整備公団共有
427.56総トン、全長48.20m、型幅8.10m、型深さ3.35m、ディーゼル1基、機関出力1,500ps、航海速力14.0ノット、旅客定員400名
九州商船最後の在来貨客船。引退後甑島商船に用船され、同社でも最後の在来貨客船として就航

#### 九州商船→長崎天草フェリー
- フェリーたちばな[6]

1964年2月竣工、来島どっく建造、もと九四フェリーボート「しこく」
273.73総トン、全長39.63m、型幅9.00m、型深さ3.20m、ディーゼル1基、機関出力620ps、航海速力11.00ノット、旅客定員200名、トラック6台・乗用車9台
1986年引退・解体

#### 長崎天草フェリー→安田産業汽船
- フェリーれいしゅう[8]

1970年6月竣工、臼杵鉄工所建造、もと九州郵船「フェリー壱岐」
391.28総トン、全長45.20m、型幅9.60m、型深さ3.50m、ディーゼル1基、機関出力1,400ps、航海速力12.5ノット、旅客定員209名、乗用車20台
2004年引退

#### 安田産業汽船
- フェリーきずな[9][注 1]

1989年11月竣工、向井造船所建造、もと大島村「フェリー大島」、苓北町所有
198総トン、全長37.60m、型幅8.00m、型深さ3.04m、ディーゼル2基、機関出力1,700ps、航海速力13.0ノット、旅客定員167名、8tトラック1台・乗用車2台。
- げんかい5[10]

1983年5月進水、南海造船建造、FRP製、高速旅客船
15.00総トン、ディーゼル1基、機関出力700ps、航海速力25.00ノット、旅客定員104名
- オーシャンライナー11[11]

1989年7月進水、南海造船建造、FRP製、高速旅客船
19.00総トン、ディーゼル2基、機関出力1,200ps、航海速力27.0ノット、旅客定員66名
- エアポートライナー13[11]

1987年4月進水、南海造船建造、FRP製、高速旅客船
12.00総トン、ディーゼル1基、機関出力700ps、航海速力27.0ノット、旅客定員66名